# David Strang
David Maxwell Strang (ur. 13 grudnia 1968 w Girvan) – szkocki lekkoatleta specjalizujący się w biegach średniodystansowych, głównie na 1500 i 800 m.

## Osiągnięcia
W roku 1993, w Toronto zdobył srebrny medal na halowych mistrzostwach świata w lekkoatletyce w biegu na 1500 m mężczyzn. Uczestnik igrzysk olimpijskich Atlanta 1996 w biegu na 800 m. Uzyskany przez niego czas 1.47,96 s nie pozwolił mu awansować do półfinałów tej konkurencji.

## Rekordy życiowe
źródło:
- 800 m – 1.45,81 s (Londyn, 12.07.1996) – 3. wynik brytyjskiej lekkoatletyki w sezonie 1996
- 1000 m – 2.18,31 s (Boston, 30.01.1993)
- 1500 m – 3.36,53 s (Londyn), 15.07.1994) – 3. wynik brytyjskiej lekkoatletyki w sezonie 1994
- 1 mila – 3.54,30 s (Oslo, 22.07.1994) – 2. wynik brytyjskiej lekkoatletyki w sezonie 1994